# Do They Know It’s Christmas?
A Do They Know It’s Christmas? egy jótékonysági kislemez, amit 1984-ben szerzett Bob Geldof és Midge Ure az etiópiai éhínség elleni küzdelem támogatására. Először a Band Aid vette fel, aminek tagjai népszerű brit és ír előadók voltak. Egy nap alatt vették fel a Sarm West Stúdióban, Notting Hillben, Londonban, novemberben.
1984. december 3-án jelent meg az Egyesült Királyságban kislemezként. Első helyen debütált a brit kislemezlistán és öt hétig maradt az élen. Első hetében egy millió példányban kelt el, a slágerlista történetének leggyorsabban elkelő dala lett (a címet 1997-ig tartotta). 1984 utolsó napján átlépte a 3 millió eladott példányt.
A dal 13 másik országban is listavezető volt. Az Egyesült Államokban ugyan nem érte el a Billboard Hot 100 első tíz helyét, de 1985 januárjára 2,5 millió darabot adtak el belőle. 1989-re átlépte a 11 millió eladott példányt. Geldof abban reménykedett, hogy bevételei nagyjából 70 ezer fonttal fogják tudni támogatni az etióp helyzetet, de egy éven belül az adományok összege elérte a 8 millió fontot. Ennek a dalnak a sikere vezetett később kiadott jótékonysági kislemezek létrehozásához, mint az 1985-ös We Are the World és olyan koncertek, mint az 1985-ös Live Aid vagy a Comic Relief. Az eredeti kiadás az Egyesült Királyságban 3,8 millió példányban kelt el és az ország hatodik kedvenc karácsonyi dalának választották 2012-ben.
1989-ben, 2004-ben és 2014-ben is újra felvették a dalt. Mind a három listavezető lett az Egyesült Királyságban, a 2004-es kiadásból 1,8 millió példány kelt el.

## Háttér

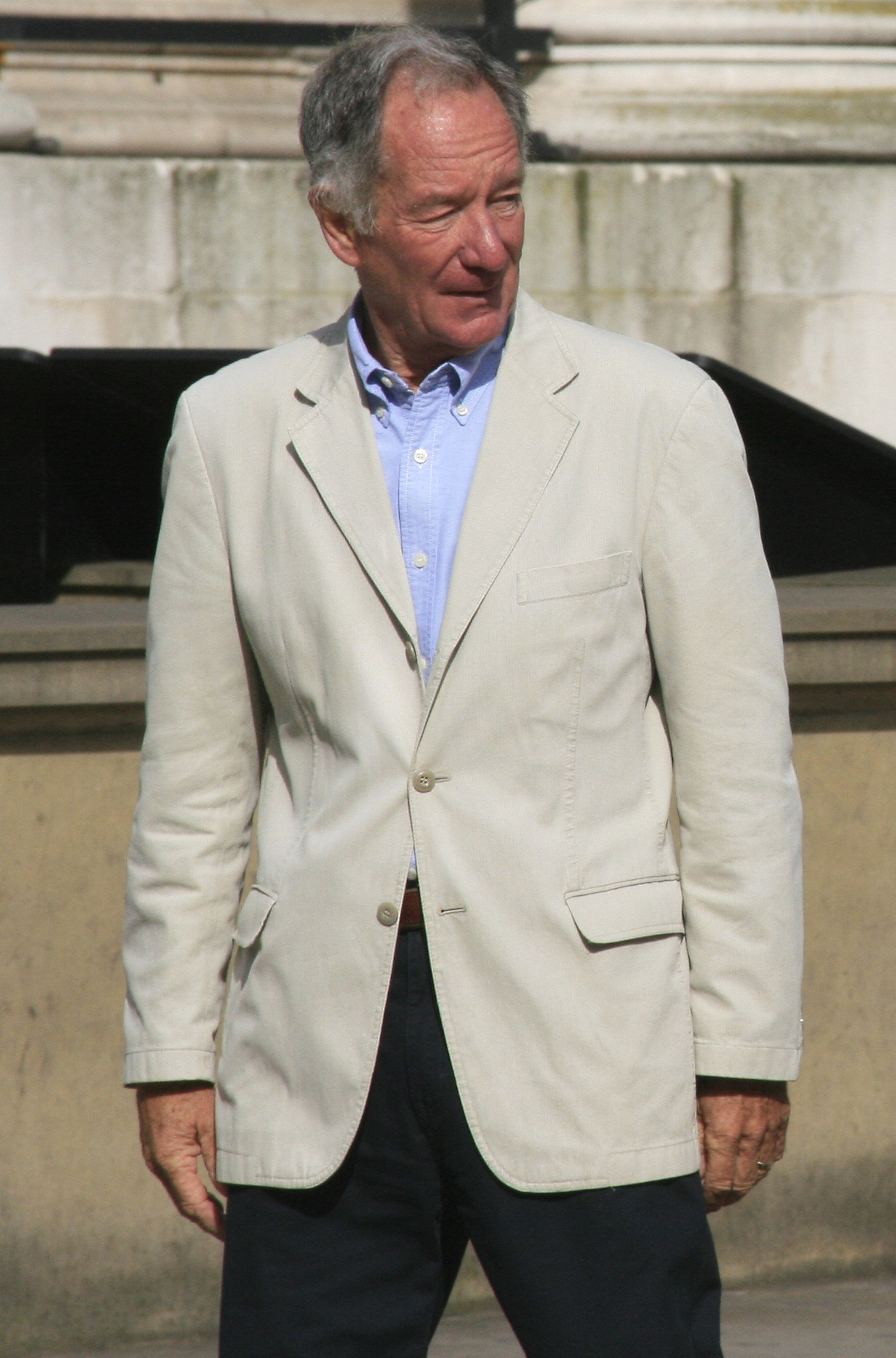
Michael Buerk (a képen 2012-ben), akinek riportja a BBC adásában az etiópiai éhínségről, inspirálta a dalt és amivel megnyerte Az év hírközvetítése díjat

A Do They Know It’s Christmas? fő inspirációja a BBC újságírójának, Michael Buerknek 1984-es riportjai voltak, amik a figyelmet az etiópiai éhínségre terelték. A BBC News volt az első nagy szolgáltató, ami dokumentálta a helyzetet az afrikai országban, Buerk október 23-án a „20. század bibliai éhínségének” nevezte és úgy írta le, mint „a legközelebbi dolog a pokolhoz a Földön.” A riportban szerepelt Claire Bertschinger nővér, akinek az volt a feladata, hogy eldöntse melyik gyerekek kapnak ételt és melyikek túl betegek ahhoz, hogy megmentsék őket. Az országot teljesen ledöbbentette a helyzet Etiópiában, ami motiválta a népet, hogy létrehozzanak jótékonysági szerveket, mint a Save the Children és támogassák őket adományokkal. A The Boomtown Rats énekese, Bob Geldof és akkori partnere, Paula Yates élőben látták az október 23-i közvetítést és az nagy benyomással volt rájuk. Geldof azt mondta Bertschingerről, hogy „Ő döntött élet és halál között. Gyakorlatilag egy isten lett és ez bárkinek elviselhetetlen lenne.”
November 2-án Yates a Tyne Tees Stúdióban volt Newcastle upon Tyne-ban, ahol a heti The Tube zenei adást vezette. A fellépők között volt az Ultravox, akik The Collection című válogatásalbumukat népszerűsítették. Az énekes, Midge Ure beszélgetett Yatesszel az öltözőben, mikor Geldof felhívta. Geldof 1981-ben dolgozott korábban Ure-ral, a jótékonysági The Secret Policeman’s Ballon. Geldof kérte, hogy beszélhessen az énekessel és elmondta neki, hogy tenni akar valamit az etiópiai helyzettel kapcsolatban. Ő és Ure november 5-én leültek ebédelni és ötletelni kezdtek, amiből megszületett a jótékonysági kislemez gondolata.
Geldof elkezdett zenészeket gyűjteni. Felhívta Stinget és Simon Le Bont, akik beleegyeztek a részvételbe, az utóbbi a Duran Duran többi tagjával együtt. Felkérte még ezek mellett a Spandau Ballet-t, miután összefutott Gary Kemp gitárossal egy antikvitásokat áruló boltban Londonban. Gadolf a következőt mondta: „Hirtelen megvilágosodtam. Azt gondoltam, hogy ’Jézusom, itt igazi nagypályások vannak,’ a pop legnagyobb nevei hirtelen készen állnak és hajlandók ezt megcsinálni... Akkor tudtam, hogy ez meg fog történni és eldöntöttem, hogy minden más sztárt is megszerzek és elkezdtem felhívni mindenkit, megkértem őket, hogy csatlakozzanak.” Geldof telefonhívásaiban arra is rávette az előadókat, hogy ingyen segítsenek neki. Támogatók között voltak zenei magazinok az Egyesült Királyságból, akik ingyen ajánlottak hirdetési felszíneket a kislemez népszerűsítésére, Geldof kiadója, a Phonogram, ami kiadta a dalt és a PolyGram anyavállalat, illetve Peter Blake művész, aki létrehozta a kislemez borítóját.

## Felvételek

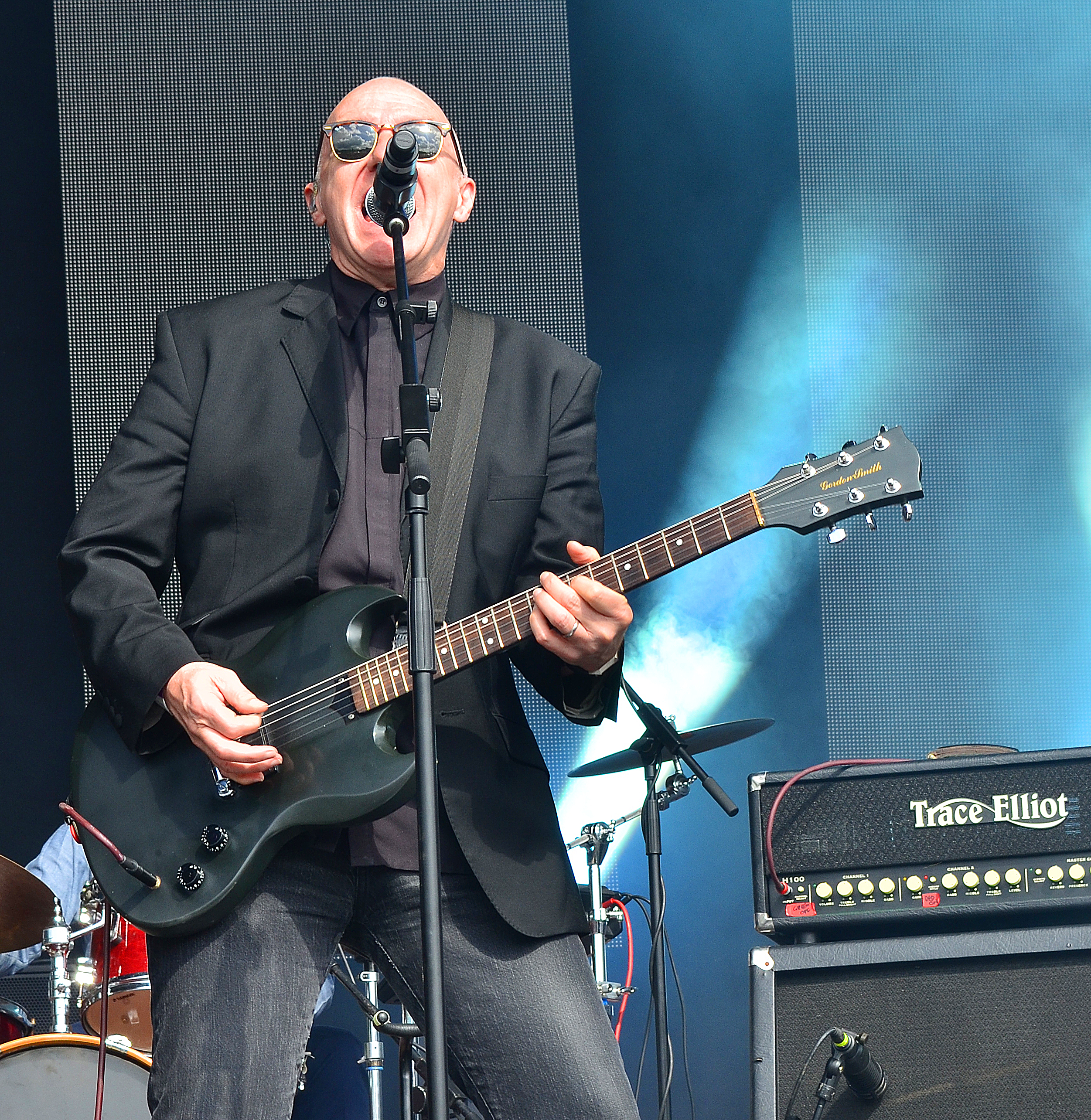
Midge Ure (2014-ben) a dal egyik producere és szerzője

Miközben Ure a dal zenei alapján dolgozott, Geldof kapcsolatba lépett minél több brit és ír előadóval, hogy felkérje őket a felvételeken való részvételre. A terve az volt, hogy a brit és ír zene legnagyobb alakjait szerepeljenek a dalon, amit néhányan elutasítottak. Geldof elmondta, hogy mindössze hárman mondtak neki nemet, de nem volt hajlandó elmondani, hogy kik. Akiket megkért, de nem tudtak ott lenni, egy-egy üzenetet küldtek, amik a kislemez B-oldalán kaptak helyet, mint David Bowie és Paul McCartney. A Thompson Twins, akik nagy népszerűségnek örvendtek 1984-ben, szintén szerepelni akartak a dalon, de túl későn szóltak nekik annak létezéséről, így nem tudtak időben visszatérni az országba a felvételekre. Részvételük helyett a Lay Your Hands on Me című kislemezük összes bevételét jótékony célra ajánlották.
Geldof és Ure vasárnap 8 óra körül érkeztek meg a Sarm West Stúdióba, november 25-én. A stúdiót újságírók vették körbe. A felvételek 10:30-kor kezdődtek, az előadók is a párossal egy időben kezdtek el megérkezni. Geldof megszervezte, hogy a The Daily Mirror lehessen az egyetlen újság, ami beléphet a stúdióba és biztosította, hogy készüljön egy csoportkép az összes előadóról, mielőtt elkezdik a felvételeket, hogy az megjelenhessen másnap reggel a hírekben. A képet Brian Aris készítette és megjelent a kislemez borítójának hátlapján is.
Ure lejátszotta a zenei alapot és az előre felvett segédénekeket az előadóknak, majd úgy döntött, hogy fellelkesítse a zenészeket, hogy a dal csúcspontját veszik fel először. Az előadókat összeszedték egy csoportba és együtt énekelték a „Feed the world, let them know it’s Christmas time” sorokat, amíg tökéletes nem lett. Miután felvették a csoportot, Ure Tony Hadley-t (Spandau Ballet) választotta, mint az első énekes a stúdióban, aki felvette szólóját. Hadley elismerte, hogy ez nagyon stresszes volt, tudva, hogy összes kortársa rá figyelt. Egyesével minden énekes megtette ugyanezt, miközben Ure felvette őket és jegyzeteket készített arról, hogy melyik részek kerülnek bele a végső felvételbe. Le Bon, annak ellenére, hogy már felvette saját részét Ure házában, ismét felvette, hogy részese lehessen a pillanatnak. Sting is ugyanezt tette, ezúttal, hogy harmonizáljon. Annak ellenére, hogy mindketten frontemberek voltak együtteseikben, Geldof és Ure úgy döntöttek, hogy ezúttal nem fognak szólózni a dalon, de a fináléban mindketten részt vettek. Ure később azt mondta, hogy folyamatosan küzdött Geldoffal, aki folyamatosan bejárkált a stúdióba és rossz sorokat mondott az éneklő előadóknak.

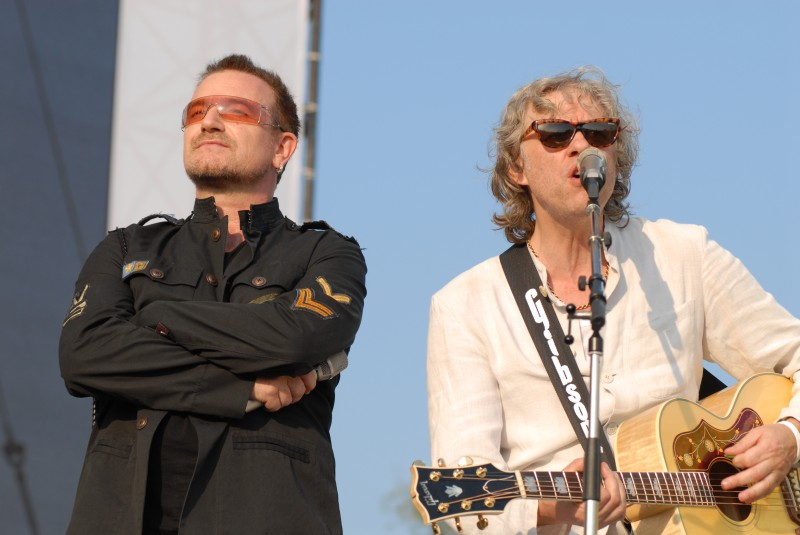
A felvételek idején Geldof (jobbra) próbálta rávenni a vonakodó Bonót (balra), hogy énekelje el a „Well, tonight thank God it’s them, instead of you” (Hát, köszönd ma meg Istennek, hogy ők [vannak ebben a helyzetben] helyetted) sort

Phil Collins a teljes dobfelszerelésével érkezett meg a stúdióba, hogy felvegye a hangszert a már előre programozott dobgépre. Egész nap a dob mögött ült, késő estig és várta, hogy mindenki felvegye a saját részét, mielőtt sorra jutott volna. Ure elégedett volt Collins első felvételével, de a maximalista Collins nem volt vele boldog és megkérte, hogy ismét előadhassa saját részletét.
Ugyan az előadók túlnyomó többsége brit vagy ír volt, megjelent néhány szokatlan résztvevő is. Az amerikai Kool & the Gang csoport is helyet kapott a kislemezen, mert ugyanahhoz a kiadóhoz voltak szerződtetve, mint a Boomtown Rats és pont az épületben voltak, mikor Geldof a kiadóhoz érkezett, hogy bemutassa nekik a jótékonysági kislemez ötletét. Marilyn, aki az előző évben kifejezetten sikeres volt, de 1984-re egy kicsit visszaesett, a kislemezt úgy fogta fel, mint egy lehetőséget, hogy ismét sikeres legyen. Az énekesnő, akit nem hívtak meg a felvételre, csak megjelent a stúdióban, hogy részt vegyen. Geldof és Ure ezt elengedték, mert úgy érezték, hogy minden népszerűsítés népszerűsítés és, hogy minél több sztár van a dalon, annál jobb. Nigel Planer színész, akinek Hole in My Shoe című feldolgozása (a The Young Ones sorozatból, ahol Neilt játszotta) második lett a slágerlistákon az évben, szintén hívatlanul jelent meg, méghozzá televíziós karakterét játszva, hogy a kameráknak adja elő magát. Ure egy ideig tolerálta, majd elküldte a színészt.
Geldof felkérte Francis Rossit és Rick Parfittet, a Status Quo frontembereit, hogy vegyenek részt a felvételekben, annak ellenére, hogy egy teljesen másik zenei érából és háttérből származnak, folytonos slágerlistás sikereik és hírnevük bebiztosítaná, hogy a rock műfaj rajongói is elismerjék a dalt és az együttes hű rajongótábora nagy számban venné a kislemezt. Ure eredeti ötlete az volt, hogy Rossi és Parfitt a „here’s to you” harmóniát fogja énekelni, de végül változtatnia kellett, mert Parfitt nem tudta kiénekelni a szükséges hangokat. A részletet végül Weller, Sting és Glenn Gregory énekelte el. Rossi négyszemközt elmondta Ure-nak, hogy a stúdiófelvételeken általában csak ő énekelt a Status Quo dalain, Parfitt pedig csak fellépések közben és, hogy Ura-nak távol kellett volna tartania Parfittet a mikrofontól. Parfitt 2004-ben elismerte, hogy nagyon másnaposak voltak Rossival a felvételek napján és nem álltak készen arra, hogy felvegyék a dalt. Mindezek ellenére Robin Eggar (The Daily Mirror) szerint, aki az egyetlen újságíró volt az épületben a felvételek alatt, a két zenész tökéletesen tudott hozzájárulni a kislemezhez minden más formában: „Miután a Status Quo bemutatta a zacskó kokainjukat és megkezdődött az ivászat – az egész egy buli lett.”

Geldof egyik nagy vágya az volt, hogy Boy George (Culture Club) is szerepeljen a kislemezen, aki abban az időben a világ egyik legnagyobb előadója volt és fel is hívta egy nappal a felvételek előtt, New Yorkban, ragaszkodva ahhoz, hogy az előadó megjelenjen. Mikor délben George még mindig nem volt ott, az ideges Geldof ismét felhívta őt, követelve, hogy jelenjen meg. Az énekes csak pár órával korábban feküdt le, az álmos George arra ébredt, hogy Geldof követelte, hogy szálljon fel a következő Concorde gépre. Ennek ellenére George visszafeküdt a hívás után és csak a nap utolsó gépét érte el. George végül 18 óra körül érkezett meg a stúdióba és azonnal elkezdett felvenni, mint a nap utolsó szólóelőadója. Miután az ő sorait is felvették, Ure elkezdett dolgozni a dal keverésén és a résztvevők bulizni kezdtek a stúdióban. A Feed the World című B-oldalt Trevor Horn hozta létre saját stúdiójában, felhasználva ugyanazt a zenei alapot és rajta üzenetek szerepeltek a helyszínen lévő előadóktól és azoktól is, akik nem tudtak rajta részt venni, mint David Bowie, Paul McCartney, a Big Country tagjai és a Frankie Goes to Hollywood. Mielőtt elhagyta a stúdiót, Geldof felvette saját üzenetét, ami az utolsó volt a Feed the Worldön:
Ez a dal 1984. november 25-én került felvételre. Most 26. reggel 8 óra van. 24 órát töltöttünk itt, szerintem ideje hazamenni. Szóval én, Bob Geldof és Midge azt mondanánk nektek ’Jó reggelt mindenki, és millió köszönet mindenkinek, aki rajta volt a dalon. Legyen csodálatos karácsonyotok.’

## Kritikák
Az évek során a dalt, főleg annak dalszövegét sok negatív kritika érte, főleg gyarmatosító, nyugat-központú szemléletei miatt és Afrika sztereotipizálása miatt. A legtöbbször példának a Bono által énekelt „Well, tonight thank God it’s them, instead of you” (Hát, köszönd ma meg Istennek, hogy ők [vannak ebben a helyzetben] helyetted) sor van kiemelve. A 2014-es kiadásban több kritizált sort is átírtak és inkább az ebola betegségre koncentrált. Az új szöveget is kritizálták a sztereotípiák és lekezelő hangneme miatt. 2014-ben afrikai aktivisták kijelentették, hogy a dal sokkal több rosszat tett az afrikai népeknek, mint jót, tekintve, hogy mennyire általánosítja a kontinenst és figyelmen kívül hagyja annak sokszínűségét. Fuse ODG például elutasította a meghívást a 2014-es felvételekre, mert úgy érezte, hogy a dal nem tudja bemutatni, hogy a kontinens milyen is valójában. Kiemelte a „There is no peace and joy in west Africa this Christmas” (Nincs boldogság nyugat Afrikában (sic) ezen karácsonykor), azt mondva, hogy minden évben elmegy Ghánába, csak azért, hogy boldogságot és békességet érezhessen.
Geldof és Ure később elismerték a Do They Know It’s Christmas? zenei hátrányait. megszokott stílusában Geldof egy interjúban elmondta az ausztrál Daily Telegraph-nak, hogy „Én vagyok felelős a történelem két legrosszabb daláért. A másik a We Are the World.” Ure azt mondta önéletrajzában, hogy „egy dal, aminek semmi köze a zenéhez.  Az egyetlen célja az volt, hogy annyi pénzt hozzon, amennyit csak lehet... A dal nem számított, csak másodrangú volt, szinte irreleváns.”

## Közreműködő előadók
| Énekesek - Robert Bell (Kool & the Gang) - Bono (U2) - Pete Briquette (The Boomtown Rats) - Adam Clayton (U2) - Phil Collins (Genesis és szólóelőadó) - Chris Cross (Ultravox) - Simon Crowe (The Boomtown Rats) - Sara Dallin (Bananarama) - Siobhan Fahey (Bananarama) - Johnny Fingers (The Boomtown Rats) - Bob Geldof (The Boomtown Rats) - Boy George (Culture Club) - Glenn Gregory (Heaven 17) - Tony Hadley (Spandau Ballet) - John Keeble (Spandau Ballet) - Gary Kemp (Spandau Ballet) - Martin Kemp (Spandau Ballet) - Simon Le Bon (Duran Duran) - Marilyn - George Michael (Wham!) - Jon Moss (Culture Club) - Steve Norman (Spandau Ballet) - Rick Parfitt (Status Quo) | - Nick Rhodes (Duran Duran) - Francis Rossi (Status Quo) - Sting (The Police) - Andy Taylor (Duran Duran) - James Taylor (Kool & the Gang) - John Taylor (Duran Duran) - Roger Taylor (Duran Duran) - Dennis Thomas (Kool & the Gang) - Midge Ure (Ultravox) - Martyn Ware (Heaven 17) - Jody Watley - Paul Weller (The Style Council) - Keren Woodward (Bananarama) - Paul Young Üzenet a B-oldalon - Stuart Adamson, Mark Brzezicki, Tony Butler, Bruce Watson (Big Country) - David Bowie - Holly Johnson (Frankie Goes to Hollywood) - Paul McCartney Zenészek - Phil Collins – dobok - John Taylor – basszusgitár - Midge Ure – billentyűk, programozás |

## Slágerlisták
| Slágerlista (1984–2021)                             | Legmagasabb pozíció |
| --------------------------------------------------- | ------------------- |
| Ausztrál kislemezlista (Kent Music Report)          | 1                   |
| Belga kislemezlista (Ultratop 50 Flanders)          | 1                   |
| Brit kislemezlista (OCC)                            | 1                   |
| Dán kislemezlista (Tracklisten)                     | 1                   |
| Európai kislemezlista (TROS Europarade)             | 1                   |
| Francia kislemezlista (SNEP)                        | 34                  |
| Global 200 (Billboard)                              | 38                  |
| Holland kislemezlista (Dutch Top 40)                | 1                   |
| Holland kislemezlista (Single Top 100)              | 1                   |
| Izlandi kislemezlista (Tonlist)                     | 27                  |
| Ír kislemezlista (IRMA)                             | 1                   |
| Japán kislemezlista (Music Labo)                    | 20                  |
| Japán kislemezlista (Oricon)                        | 17                  |
| Kanadai kislemezlista (RPM 100 Singles)             | 1                   |
| Lengyel kislemezlista (Polish Airplay Top 100)      | 22                  |
| Lett kislemezlista (LAIPA)                          | 5                   |
| Litván kislemezlista (AGATA)                        | 43                  |
| Magyar Stream Top 40 kislemezlista (Mahasz)         | 9                   |
| Norvég kislemezlista (VG-lista)                     | 1                   |
| Nyugat-német kislemezlista (Official German Charts) | 1                   |
| Olasz kislemezlista (FIMI)                          | 1                   |
| Osztrák kislemezlista (Ö3 Austria Top 40)           | 1                   |
| Portugál kislemezlista (AFP)                        | 36                  |
| Svájci kislemezlista (Schweizer Hitparade)          | 1                   |
| Svéd kislemezlista (Sverigetopplistan)              | 1                   |
| Szlovén kislemezlista (SloTop50)                    | 5                   |
| US Billboard Hot 100                                | 13                  |
| US Rolling Stone Top 100                            | 94                  |
| Új-zélandi kislemezlista (RMNZ)                     | 1                   |

| Slágerlista (1984)                                  | Pozíció |
| --------------------------------------------------- | ------- |
| Brit kislemezlista (OCC)                            | 1       |
| Slágerlista (1985)                                  | Pozíció |
| Ausztrál kislemezlista (Kent Music Report)          | 19      |
| Belga kislemezlista (Ultratop Flanders)             | 61      |
| Brit kislemezlista (OCC)                            | 14      |
| Holland kislemezlista (Dutch Top 40)                | 66      |
| Nyugat-német kislemezlista (Official German Charts) | 17      |
| Svájci kislemezlista (Schweizer Hitparade)          | 29      |
| Új-zélandi kislemezlista (RMNZ)                     | 10      |

## Minősítések
| Régió                                          | Minősítés       | Példányszám |
| ---------------------------------------------- | --------------- | ----------- |
| Kanada (Music Canada)                          | Platinalemez    | 200 000     |
| Dánia (IFPI Danmark)                           | 2× Platinalemez | 180 000     |
| Németország (BVMI)                             | Aranylemez      | 250 000     |
| Olaszország (FIMI) · 2009 óta számolt eladások | Aranylemez      | 25 000      |
| Új-Zéland (RMNZ)                               | Platinalemez    | 20 000      |
| Egyesült Királyság (BPI)                       | 2× Platinalemez | 3 802 066   |
| Egyesült Államok (RIAA)                        | Aranylemez      | 2 500 000   |
| Összesítés                                     |                 |             |
| Világszerte                                    | —               | 11 700 000  |

## Band Aid II
A Do They Know It’s Christmas? című dal második verziója, melyet Band Aid II néven vettek fel, a Stock Aitken Waterman nevű brit producer csapat felügyelete alatt. A dalt Bob Geldof és Midge Ure írták. A dalt Etiópia megsegítésére vették fel. A dalt 24 óra alatt el is készítették. A dalban olyan neves művészek közreműködnek, akik a SAW égisze alatt tevékenykednek, köztük Kylie Minogue, Jason Donovan, Sonia, Cliff Richard, valamint más művészek is, mint Lisa Stansfield, Jimmy Somerville, a Wet Wet Wet, és a Bros. A Bananarama együttesből Sara Dallin és Keren Woodward voltak az egyetlen művészek, akik az 1984-es változatban is szerepeltek. Siobhan Fahey, aki a dal első felvételénél még jelen volt, 1988-ban távozott az együttesből.
A dal 1989. december 11-én jelent meg, és ez a változat három hétig első helyezés volt az Egyesült Királyság kislemezlistáján. A dal a 80-as évek első számú karácsonyi kislemeze volt, és 1989 év végén a 9. legnagyobb eladást produkáló kislemez volt.

### Közreműködő előadók
| Zenészek - Bananarama - Big Fun - Bros - Cathy Dennis - D Mob - Jason Donovan - Kevin Godley - Glen Goldsmith - Kylie Minogue - The Pasadenas - Chris Rea - Cliff Richard - Jimmy Somerville - Sonia - Lisa Stansfield - Technotronic (helytelenül "Technotronics" néven szerepel a borítón) - Wet Wet Wet | Zenészek - Matt Aitken – billentyűs hangszerek, gitár - Luke Goss – dobok - Chris Rea – gitár - Mike Stock – billentyűs hangszerek A lemez borítón feltűntetett információk szerint "A Linn" dobol a lemezfelvételen, egy vicces utalás a dobgépre. |

### Slágerlista
| Slágerlista (1989–90)                 | Legjobb helyezések |
| ------------------------------------- | ------------------ |
| Ausztrália (ARIA)                     | 30                 |
| Belgium (Ultratop 50 Flanders)        | 17                 |
| Németország (Media Control Charts)    | 74                 |
| Hollandia (Single Top 100)            | 20                 |
| Új-Zéland (Recorded Music NZ)         | 8                  |
| Svédország (Sverigetopplistan)        | 15                 |
| Svájc (Schweizer Hitparade)           | 24                 |
| Egyesült Királyság (UK Singles Chart) | 1                  |

| Slágerlista (1989)                   | Helyezés |
| ------------------------------------ | -------- |
| UK Singles (Official Charts Company) | 9        |

## Band Aid 20
A Band Aid 20 2004 novemberében vette fel a dal harmadik kiadását, az eredeti huszadik évfordulóján és ismét listavezető lett. Egy időben jelent meg a Live Aid-koncert első DVD-kiadásával. A felvétel ötletgazdája Chris Martin (Coldplay) volt és Geldof, illetve Ure is gyorsan csatlakozott. Geldof dolga volt a népszerűsítés és ő világosította fel a fiatalabb előadókat azokról a célokról, amiért az eredeti dal küzdött, akik esetekben még meg se születtek az eredeti dal megjelenésekor. Ure volt felelős a dokumentumfilm forgatásáért.
A dal producere Nigel Godrich volt. Godrich a következőt mondta: „Azt gondoltam ’Hú, bazdmeg’ Aztán meg azt, hogy ezt meg kéne csinálni. Annyira keveset adunk vissza életünk során.” Kapcsolatba lépett olyan zenészekkel, mint Paul McCartney (basszusgitár), Danny Goffey dobos, illetve Radiohead-tagok Thom Yorke és Jonny Greenwood. 2009-ben azt nyilatkozta, hogy „Örülök, hogy részt vettem – elég sok pénzt hoztunk össze. Egyszer hallottam, amikor valahol várakoztam és kellett egy kis idő, hogy felismerjem. Jól hangzott, jobban, mint emlékeztem.”
2004. november 14-én gyűltek össze az előadók a londoni AIR Stúdióban, egy vasárnapon. A zenei alapot és sok szólót már az előző két napban felvettek. Damon Albarn is a helyszínen volt, bár nem vett részt a felvételekben, csak teát szolgált fel a zenészeknek.
Bono is szerepel a dalon, amivel a hatodik előadó lett, aki két kiadáson is hallható, Geldof, Ure, McCartney, Sara Dallin és Keren Woodward után.

### Közreműködő előadók
| Énekesek - Tim Wheeler (Ash) - Daniel Bedingfield - Natasha Bedingfield - Bono (U2) - Busted - Chris Martin (Coldplay) - Dido – egy Melbourne-i stúdióban - Dizzee Rascal – az egyetlen előadó, aki adott szöveget a dalhoz - Ms Dynamite - Skye Edwards (Morcheeba) - Estelle - Feeder - Neil Hannon (The Divine Comedy) - Justin Hawkins (The Darkness) - Jamelia - Tom Chaplin (Keane) - Tim Rice-Oxley (Keane) - Beverley Knight - Lemar - Shaznay Lewis (All Saints) - Katie Melua - Róisín Murphy (Moloko) - Snow Patrol | - Rachel Stevens - Joss Stone - Sugababes - The Thrills - Turin Brakes - Robbie Williams – egy Los Angeles-i stúdióban - Will Young - Russell Mael (Sparks) - Fran Healy (Travis) Zenészek - Danny Goffey (Supergrass) – dobok - Jonny Greenwood (Radiohead) – gitár - Dan Hawkins (The Darkness) – gitár - Justin Hawkins (The Darkness) – gitár - Paul McCartney – basszusgitár - Thom Yorke (Radiohead) – zongora További hozzájárulók: - Damon Albarn – teásfiú - Bob Geldof – rendező - Nigel Godrich – producer - Midge Ure – executive producer |

### Slágerlisták
| Slágerlista (2004–2005)                      | Legmagasabb pozíció |
| -------------------------------------------- | ------------------- |
| Ausztrál kislemezlista (ARIA)                | 9                   |
| Belga kislemezlista (Ultratop 50 Flanders)   | 3                   |
| Belga kislemezlista (Ultratop 50 Wallonia)   | 28                  |
| Brit kislemezlista (OCC)                     | 1                   |
| Dán kislemezlista (Tracklisten)              | 1                   |
| Európai kislemezlista (Eurochart Hot 100)    | 1                   |
| Finn kislemezlista (Suomen virallinen lista) | 6                   |
| Francia kislemezlista (SNEP)                 | 72                  |
| Holland kislemezlista (Single Top 100)       | 3                   |
| Ír kislemezlista (IRMA)                      | 1                   |
| Kanadai kislemezlista (Nielsen Soundscan)    | 1                   |
| Német kislemezlista (Official German Charts) | 7                   |
| Norvég kislemezlista (VG-lista)              | 1                   |
| Olasz kislemezlista (FIMI)                   | 1                   |
| Osztrák kislemezlista (Ö3 Austria Top 40)    | 15                  |
| Skót kislemezlista (OCC)                     | 1                   |
| Spanyol kislemezlista (PROMUSICAE)           | 1                   |
| Svájci kislemezlista (Schweizer Hitparade)   | 7                   |
| Svéd kislemezlista (Sverigetopplistan)       | 2                   |
| Új-zélandi kislemezlista (Recorded Music NZ) | 1                   |

| Év   | Slágerlista                                | Pozíció |
| ---- | ------------------------------------------ | ------- |
| 2004 | Belga kislemezlista (Ultratop 50 Flanders) | 91      |
| 2004 | Brit kislemezlista (OCC)                   | 1       |
| 2004 | Holland kislemezlista (Single Top 100)     | 61      |
| 2004 | Ír kislemezlista (IRMA)                    | 1       |
| 2004 | Olasz kislemezlista (FIMI)                 | 15      |
| 2004 | Svéd kislemezlista (Sverigetopplistan)     | 81      |
| 2005 | Európai kislemezlista (Eurochart Hot 100)  | 4       |

### Minősítések
| Régió                    | Minősítések     | Példányszám |
| ------------------------ | --------------- | ----------- |
| Dánia (IFPI Danmark)     | Platinalemez    | 90 000      |
| Egyesült Királyság (BPI) | 2× Platinalemez | 1 184 000   |